# Wilbert Paulissen
Wilbert Paulissen (Eindhoven, 1963) is een Nederlandse politiefunctionaris, die per 1 april 2019 benoemd is tot hoofdcommissaris van de Regionale Politie Eenheid Oost-Brabant. Hiervoor was hij 9 jaar hoofd van de landelijke recherche.

## Carrière
Paulissen groeit op in Eindhoven in de wijk Vaartbroek, hij volgt zijn vader en gaat op zijn zeventiende naar de Politieacademie. Na de academie ging hij aan de slag bij het politiekorps van Eindhoven als inspecteur. Zijn eerste leidinggevende positie binnen de politie was die van Hoofd van het Interregionaal Recherche Team (IRT) Zuid-Nederland. Op 32-jarige leeftijd, in 1995 stroomde Paulissen door en werd hij districtchef van Oss. De jaren daarna vervult hij verschillende bestuurlijke rollen binnen de politiekorpsen van onder andere Eindhoven, 's-Hertogenbosch en Tilburg.
Van 13 maart 2009 tot en met 1 oktober 2009 was hij interim hoofdcommissaris van het regiokorps Brabant Noord, hij volgde Erik Akerboom op die aan de slag ging als Nationaal Coördinator Terrorismebestrijding en Veiligheid. Hierna volgt zijn aanstelling tot hoofd van de Dienst Landelijke Recherche, hij vervult deze rol ruim negen jaar. In de jaren houdt Paulissen zich bezig met tal van spraakmakende zaken. Zo is hij onder andere onderdeel van het Joint Investigation Team dat onderzoek doet naar de MH17-ramp, betrokken bij onderzoek naar de groeiende impact van de Italiaanse maffia in Nederland en de liquidatie-golf in Amsterdam.

## Hoofdcommissaris
Op 31 januari 2019 wordt bekendgemaakt dat Wilbert Paulissen zijn werk bij de recherche neer zal leggen om hoofdcommissaris van Oost-Brabant te worden. Hij volgt Frans Heeres op, die zijn carrière vervolgt als portefeuillehouder Gebiedsgebonden Politiezorg. Op 1 april 2020 wordt hij benoemd tot hoofdcommissaris van Regionale Politie Eenheid Oost-Brabant. Zijn voornaamste uitdagingen bij zijn aantreden liggen bij de bestrijding van terrorisme en cybercrime.